# Helianthemum argenteum
Helianthemum argenteum là một loài thực vật có hoa trong họ Nham mân khôi. Loài này được Hemsl. mô tả khoa học đầu tiên năm 1879.